# فرانسيس باركمان
فرانسيس باركمان الابن (16 سبتمبر 1823 - 8 نوفمبر 1893) كان مؤرخًا أمريكيًا، واشتهر بكونه مؤلف كتاب «درب أوريغون: لمحات من حياة البراري وجبال الروكي» وكتابه الضخم المؤلف من سبعة مجلدات بعنوان «فرنسا وإنجلترا في أمريكا الشمالية». تعتبر هذه الأعمال مصادر تاريخية وأعمال أدبية. كان أيضًا من أبرز خبراء علم البستنة، وعمل لفترة وجيزة أستاذًا للبستنة في جامعة هارفارد ومؤلفًا لعدة كتب حول هذا الموضوع. كتب باركمان مقالات معارضة للحق القانوني للنساء في التصويت، واستمرت في التداول لفترة طويلة بعد وفاته. كان أيضًا عضوًا في مجلس أمناء مكتبة أثينيوم في بوسطن من عام 1858 وحتى وفاته عام 1893.

## سيرته

### نشأته
وُلد باركمان في بوسطن، ماساتشوستس، لفرانسيس باركمان الأب (1788-1853)، القس وعضو في عائلة بوسطن المرموقة، وكارولين (هول) باركمان. كان باركمان الأب قسًا في كنيسة «نيو نورث» التوحيدية في بوسطن بين عامي 1813 و1849.
عندما كان صغيرًا، تبيّن أن «فرانك» باركمان عانى سقمًا في صحته، فأُرسل للعيش مع جده لأمه، الذي امتلك قطعة أرض بلغت مساحتها 3000 فدان (12 كيلومتر مربع) في منطقة برية قريبة من ميدفورد، ماساتشوستس، على أمل أن تساعده الحياة البسيطة في الطبيعة على تقوية بنيته. خلال السنوات الأربع التي قضاها هناك، نما لدى باركمان حب للغابات، مما حفّز بحثه التاريخي. اختصر كتبه لاحقًا بقوله إنها «تاريخ الغابة الأمريكية». تعلّم كيفية الصيد، وأصبح بإمكانه البقاء في البرية رائدًا حقيقيًا. تعلم لاحقًا حتى ركوب الخيل دون سرج، وهي مهارة كانت مفيدة عندما عاش مع قبيلة سيوكس.

### تعليمه ومسيرته
التحق باركمان بكلية هارفارد في سن 16. في عامه الثاني، وضع الخطة التي ستصبح عمل حياته. في عام 1843، عندما كان في العشرين من عمره، سافر إلى أوروبا لمدة ثمانية أشهر بما أسماه «الجولة الكبرى». أجرى رحلات استكشافية عبر جبال الألب والأبينيني، وتسلق جبل فيزوف، وعاش لبعض الوقت في روما، حيث أصبح صديقًا للرهبان الباسيونيين الذين حاولوا، دون نجاح، تحويله إلى الكاثوليكية.
بعد تخرجه في عام 1844، اقتنع بالحصول على شهادة في القانون، على أمل أن تحرف تلك الدراسة ابنه عن كتابة تاريخ الغابات. لم يحدث ذلك، وبعد إنهاء دراسته في كلية القانون، شرع باركمان في تنفيذ خطته العظيمة. شعرت عائلته بالذهول إلى حد ما من اختياره للعمل في حياته، حيث اعتبرت كتابة تاريخ البرية الأمريكية في ذلك الوقت أمرًا غير لائق بالرجال النبلاء. درس المؤرخون الجادون التاريخ القديم أو، وفقًا للاتجاه السائد في ذلك الوقت، الإمبراطورية الإسبانية. حظيت أعمال باركمان باستقبال جيد، لدرجة أنه بنهاية حياته أصبح تاريخ أمريكا المبكرة أسلوبًا جديدًا. أهدى ثيودور روزفلت كتابه المكون من أربعة مجلدات عن الحدود بعنوان «الفوز بالغرب» (1889-1896) إلى باركمان.
في عام 1846، سافر باركمان إلى الغرب في رحلة صيد، حيث أمضى عدة أسابيع مع قبيلة سيوكس في وقت عانت فيه القبيلة من آثار الاتصال مع الأوروبيين، مثل الأمراض الوبائية وإدمان الكحول. قادته هذه التجربة إلى الكتابة عن الهنود الأمريكيين بنبرة مختلفة كثيرًا عن التصورات السابقة التي مثلت نمط «الهمجي النبيل». في فترة «القدر المتجلي»، اعتقد باركمان أن غزو الأمريكيين الأصليين وتهجيرهم يمثل تقدمًا، وانتصارًا «للحضارة» على «الهمجية»، وهو رأي شاع في ذلك الوقت. كتب «درب أوريغون» خلال فترة تعافيه من المرض بين عامي 1846 و1848 في جزيرة ستاتن، نيويورك وبراتلبورو، فيرمونت. انتخب زميلًا في الأكاديمية الأمريكية للفنون والعلوم عام 1855، وفي عام 1865، أصبح عضوًا في الجمعية الأمريكية للآثار.